# 2008年夏季奥林匹克运动会帕劳代表团
2008年夏季奥林匹克运动会帕劳代表团代表帕劳参与在中华人民共和国北京市举办的2008年夏季奥林匹克运动会。代表团由帕劳奥委会的主席喜代田·法兰克带领，成员包括5位运动员、3名队务官员、4名教练以及4名随员。此前的2000年、2004年两届夏季奥运会中，帕劳都仅派出4名运动员。帕劳代表团是117个没有获得任何奖牌的代表团之一。

## 行程
帕劳代表团乘坐中国南方航空马尼拉经厦门至北京的CZ377航班，于2008年7月30日中午11时左右由厦门口岸入境，是第一支由厦门入境的北京奥运会代表团。中午12时18分代表团乘同一架飞机飞往北京首都国际机场。
8月5日，帕劳代表团在奥运村内举行了升旗仪式。8月14日，代表团举行招待会，介绍相关情况。

## 开幕式和闭幕式
在開幕式中，帕劳代表团是第119个进入国家体育场的代表团。代表团持旗手自由式摔角运动员埃爾·罗伦·瓦伊斯乃是第一个基于自己在体坛比赛成绩而取得奥运会参赛资格的帕劳运动员。
在閉幕式中，运动员都在较为随便的形式下進入會場，代表帕劳依次序进入会场的是女子50米自由泳选手安柏·斯可生·扬柏奇。

## 田径项目

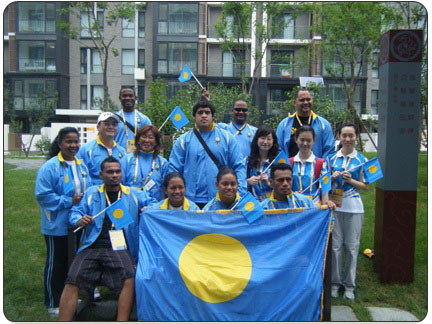
帕劳代表团团员的大合照

帕劳派出了一男一女两名选手参与100米短跑比赛。男选手泽西·塔玛戈在第一轮热身赛8名选手中名列第7。赛前他就透露说“想在北京创造个人最好成绩”，虽然最终梦想成真，跑出11.38秒的佳绩，但他仍未能晋级下一轮比赛。女选手越部·皮奥利亚则在100米短跑比赛初赛的9名选手中获得第8，同样没有晋级下一轮。
| 运动员        | 运动项目  | 热身赛                 | 热身赛 | 半准决赛 | 半准决赛 | 准决赛 | 准决赛 | 决赛   | 决赛   |
| 运动员        | 运动项目  | 成绩                   | 排名   | 成绩     | 排名     | 成绩   | 排名   | 成绩   | 排名   |
| ------------- | --------- | ---------------------- | ------ | -------- | -------- | ------ | ------ | ------ | ------ |
| 泽西·塔玛戈   | 男子100米 | 11.38秒 (个人最好成绩) | 7      | 未晋级   | 未晋级   | 未晋级 | 未晋级 | 未晋级 | 未晋级 |
| 越部·皮奥利亚 | 女子100米 | 13.18秒                | 8      | 未晋级   | 未晋级   | 未晋级 | 未晋级 | 未晋级 | 未晋级 |

## 游泳项目
代表团里面最年轻的17岁成员安柏·斯可生·扬柏奇，是唯一一位参加游泳项目的帕劳选手。她在热身赛中得到了第三名，而总成绩则是在92名选手中排名第71。
| 运动员             | 运动项目       | 热身赛 | 热身赛 | 准决赛 | 准决赛 | 决赛   | 决赛   |
| 运动员             | 运动项目       | 成绩   | 排名   | 成绩   | 排名   | 成绩   | 排名   |
| ------------------ | -------------- | ------ | ------ | ------ | ------ | ------ | ------ |
| 安柏·斯可生·扬柏奇 | 女子50米自由泳 | 30秒   | 71     | 未晋级 | 未晋级 | 未晋级 | 未晋级 |

由于是次比赛是根据运动员在初赛的成绩来判断哪些运动员能够取得晋级资格，因此总排名是根据运动员的平均名次来厘定的。

## 摔跤
共有两名选手——佛罗里安·西基朗·特蒙吉、埃爾·罗伦·瓦伊斯参加摔跤比賽，后者为大洋洲摔跤冠军。二人在首轮比赛中轮空直接晋级，但在下一轮均不敌对手，止步16强。
埃爾·罗伦·瓦伊斯赛后表示希望能够参加2012年夏季奧林匹克運動會，并说：「这次是我参加的第一届奥林匹克运动会，而我正在盼望下一次的参与因为我仍然很年轻。
| 运动员                 | 运动项目            | 首轮      | 16强                              | 半准决赛  | 准决赛    | 补充赛第1轮 | 补充赛第2轮 | 决赛      |
| 运动员                 | 运动项目            | 对手 成绩 | 对手 成绩                         | 对手 成绩 | 对手 成绩 | 对手 成绩   | 对手 成绩   | 对手 成绩 |
| ---------------------- | ------------------- | --------- | --------------------------------- | --------- | --------- | ----------- | ----------- | --------- |
| 佛罗里安·西基朗·特蒙吉 | 男子自由式120公斤級 | 轮空      | 奥托·欧本利（匈牙利） · L 0-6 1-7 | 未晋级    | 未晋级    | 未晋级      | 未晋级      | 未晋级    |
| 埃爾·罗伦·瓦伊斯       | 男子古典式55公斤級  | 轮空      | 哈密德·苏利安（伊朗） · L 0-8 0-6 | 未晋级    | 未晋级    | 未晋级      | 未晋级      | 未晋级    |

## 媒体报道
在这次运动会中，帕劳国家通信公司和新西兰电视台之间的特许协议，使得帕劳人首次能够在自己国家观看所有比赛项目的全面直播。